# Ceaplînka, Lîseanka
Ceaplînka (în ucraineană Чаплинка) este localitatea de reședință a comunei Ceaplînka din raionul Lîseanka, regiunea Cerkasî, Ucraina.

## Demografie
Componența lingvistică a localității Ceaplînka
     Ucraineană (97,47%)
     Rusă (2,38%)
Conform recensământului din 2001, majoritatea populației localității Ceaplînka era vorbitoare de ucraineană (97,47%), existând în minoritate și vorbitori de rusă (2,38%).